# Mesocentrotus nudus
Espèce
Synonymes
- Strongylocentrotus nudus (A. Agassiz, 1863)
- Toxocidaris nuda A. Agassiz, 1863

Mesocentrotus nudus est une espèce d'oursins de la famille des Strongylocentrotidae, originaire de l'océan Pacifique.

## Description
Ce sont des oursins réguliers : le test (coquille) est arrondi, avec le péristome (bouche) située au centre de la face orale (inférieure) et le périprocte (appareil contenant l'anus et les pores génitaux) à l'opposé, au sommet de la face aborale (supérieure).
Leur test est légèrement aplati dorsalement, et les radioles pointues sont généralement pourpre sombre voire noires, mais la coloration peut connaître d'importantes variations (des individus albinos ne sont pas rares). Les podia sont nombreux, longs et puissants, et généralement de la même couleur que les radioles.

## Habitat et répartition
On trouve cet oursin dans l'océan Pacifique, sur les côtes de Russie, Chine et Japon, sur les fonds rocheux à proximité de la zone intertidale.

## Écologie et comportement
Cet oursin est herbovire : il broute les algues au moyen de sa puissante mâchoire appelée « lanterne d'Aristote ».
Les individus sont matures sexuellement quand leur test atteint un diamètre de 4 à 4,5 cm. La reproduction est gonochorique, et mâles et femelles relâchent leurs gamètes en même temps en pleine eau entre septembre et octobre, où œufs puis larves vont évoluer parmi le plancton pendant quelques semaines avant de se fixer, à l'abri des prédateurs.
Cette espèce a une croissance relativement rapide si la nourriture est abondante, et semble avoir une espérance de vie d'une quinzaine d'années.

## Mesocentrotus nuduset l'Homme
Cet oursin est consommé au Japon, sous le nom de Murasaki-uni-modoki.

## Taxinomie
Ces oursins sont extrêmement proches morphologiquement de ceux du genre Strongylocentrotus, avec lesquels ils sont d'ailleurs encore imparfaitement différenciés par les scientifiques. En conséquence, cet oursin est encore parfois appelé « Strongylocentrotus nudus ».
Cet oursin a subi un séquençage complet de son ADN mitochondrial.